# Hurdy Gurdy Man
"Hurdy Gurdy Man" é uma música do cantor e compositor escocês Donovan. Foi gravado em abril de 1968 e lançado no mês seguinte como um single. A música deu seu nome ao álbum The Hurdy Gurdy Man, lançado em outubro daquele ano nos Estados Unidos. O single alcançou o número 5 na Billboard Hot 100 nos EUA e o número 4 na parada de singles do Reino Unido.
Donovan escreveu "Hurdy Gurdy Man" enquanto estava em Rishikesh, na Índia, onde estudava Meditação Transcendental com os Beatles. A gravação apresenta um som rock mais duro que o material usual de Donovan, fornecendo uma variedade de guitarras distorcidas e bateria agressiva. Também apresenta uma influência indiana com o uso de um tambura, um presente para Donovan de George Harrison, que também ajudou a escrever a letra. A música pode ter sido influenciada por "Green Circles ", uma música psicodélica de 1967 de Small Faces. A semelhança está na melodia do verso descendente, na estranha apresentação vocal e no tópico de ser visitado por um estranho iluminado. Em 2012, Donovan revelou que havia se tornado amigo de Small Faces em 1965.
Segundo algumas fontes, a música foi escrita para a banda Hurdy Gurdy (que incluía o velho amigo e mentor de guitarra de Donovan, Mac MacLeod) com Donovan pretendendo ser o produtor, mas a colaboração foi cancelada devido a divergências criativas, levando Donovan a gravar a música ele mesmo. No capítulo dedicado à música na autobiografia de Donovan, ele diz que originalmente queria que fosse gravada por Jimi Hendrix.

## Músicos na gravação
Existe divergência sobre os músicos que se apresentaram na música. No livreto que acompanha o CD duplo de Donovan, de 1992, Troubadour: The Definitive Collection 1964–1976, Allan Holdsworth e Jimmy Page estão listados como guitarristas e John Bonham e Clem Cattini (soletrado como "Clem Clatini") como bateristas na gravação. John Paul Jones, que arranjou e tocou baixo na faixa (e também contratou os músicos da sessão), teria dito por e-mail que Clem Cattini tocava bateria e Alan Parker tocava guitarra. Esta formação foi confirmada por Cattini. Na autobiografia de Donovan, ele credita Cattini (soletrado como "Catini") e Bonham pela bateria. Em uma entrevista publicada por volta de 2013, Donovan é citado como o principal responsável por Cattini pela bateria, mas disse que não tinha certeza se Bonham também estava envolvido e disse que ele e Jones creditam Holdsworth pela guitarra.
No site de Jimmy Page, ele lista essa música como uma em que ele toca. O engenheiro Eddie Kramer também cita Jimmy Page como tocando na pista, mas diz que John Bonham não. Donovan disse que Page era o guitarrista do documentário de Hannes Rossacher, Sunshine Superman: The Journey of Donovan, em 2008, onde também afirmou que a música usava o som do celtic rock que levaria a Page, Jones e Bonham a formar o Led Zeppelin logo depois. Na autobiografia de Donovan, ele creditou Page e "Allen Hollsworth" como os "assistentes de guitarra" da música. No entanto, ele também diz que "Hollsworth" tocou com o Blue Mink, que era uma banda na qual Alan Parker havia tocado. Na autobiografia, Donovan disse que talvez essa sessão tenha inspirado a criação do Led Zeppelin.
A tambura de quatro cordas que Donovan toca na faixa havia sido dada a ele na Índia por George Harrison, que também ajudou a escrever a letra. Em sua autobiografia, Donovan lembra que começou a escrever "Hurdy Gurdy Man" no tambura depois que Harrison discutiu as escalas de cítara que ele havia aprendido com Ravi Shankar. Donovan também diz que, com o zumbido do tambura na música, ele criou "Celtic Rock".
A sessão foi produzida por Mickie Most e projetada por Eddie Kramer. Donovan esperava que Jimi Hendrix tocasse na música, mas ele não estava disponível. De fato, Donovan disse que queria dar a música a Hendrix para ele gravar, mas que Mickie Most, quando ouviu a música, insistiu que Donovan deveria gravá-la como seu próximo single.

## Letra da música
A letra narra a história de um narrador sem nome sendo visitado em seus sonhos pelo homônimo "homem furioso" e seu associado íntimo, o "homem rechonchudo", que vem "cantando canções de amor". A canção chama "histórias de tempos passados" com "sombras não iluminadas expressas" e o "choro da humanidade" através de "toda a eternidade", e diz: "'em seguida, quando o homem hurdy gurdy vem cantando canções de amor".

### Verso adicional
Em seu álbum ao vivo de 1990, The Classics Live e em sua autobiografia, Donovan disse que também há um verso adicional que foi escrito por George Harrison que não foi incluído no single de rádio.
Ao tocar a música em concerto, Donovan frequentemente relata ao seu público a história de como esse versículo final surgiu. Ele tocou a música para Harrison quando eles estavam juntos em Rishikesh, e Harrison se ofereceu para escrever um verso para a música, que ele gravou. Como o tempo de execução tinha que ser mantido abaixo do máximo de três minutos geralmente permitido para singles na época, o produtor teve que escolher entre o verso extra e o solo da guitarra e acabou mantendo apenas o solo.
Donovan disse que o verso adicional é um resumo da explicação dada por seu professor de meditação (ou guru), Maharishi Mahesh Yogi, sobre a maneira pela qual a consciência transcendental é finalmente despertada depois de ter sido esquecida por um longo período de tempo, e é baseado em parte dos comentários do Maharishi sobre o Bhagavad Gita. Donovan disse que o Hurdy Gurdy Man é quem desperta esse conhecimento - nesse caso, o Maharishi.  

## Versões da música
A música foi gravada por muitos músicos ao longo dos anos, incluindo:
- Steve Hillage, músico de rock progressivo, em seu álbum de 1976, L.
- Eartha Kitt em 1972 como o lado B de "Catch the Wind".[15]
- Neil Pye, o personagem hippie da série de comédia britânica The Young Ones, em 1984, para um álbum chamado Neil's Heavy Concept Album.
- Banda de rock alternativo The Butthole Surfers, em seu álbum de 1991, piouhgd.
- A banda de rock Sleaze LA Guns em seu álbum de covers de 2004, Rips the Covers Off .
- A banda alternativa americana Wild Colonials em seu " Life As We Know It EP 1/4" (2007).
- The Losers, banda de Howard Stern, apresentou a música no The Howard Stern Show (2008).
- Viva Voce incluiu um cover da música na edição em vinil de seu álbum de 2009, Rose City.
- Dan Baird cobriu a música durante vários shows com sua banda Homemade Sin.

## Trilha sonora
"Hurdy Gurdy Man" foi usado como um dispositivo de enquadramento ou apareceu na trilha sonora ou no trailer de vários filmes e programas de televisão, incluindo:
- O filme de 1994 Dumb and Dumber (usando uma versão cover de Butthole Surfers).[16]
- O filme de 1996 de Barry Levinson, Sleepers.
- O filme de 2001 Michael Cuesta, MENTIRA.
- O filme independente de 2002, Spun.
- O filme de 2005 Edison.
- O filme de 2006, Homem do ano (estrelado por Robin Williams).
- O filme de 2006 Bobby.
- O filme de David Fincher de 2007, Zodiac (a música abre e fecha o filme).[17]
- O melodrama da TV alemã de 2011, Familiengeheimnisse (Segredos da Família).
- O episódio Fringe de 2012 "Black Blotter" (episódio 5 da temporada 9).[18]
- O filme de terror de 2013 The Conjuring.
- O filme de 2016 O segredo de Milton.
- O drama de fantasia britânico da TV de 2018 Britannia.
- O filme de 2018 American Animals.
- O episódio Brooklyn Nine-Nine 2018 "Safe House" (temporada 5 episódio 12).
- O episódio de Chilling Adventures of Sabrina de 2018 "October Country" (temporada 1, episódio 1).
- O episódio de 2018 The Cool Kids "Margaret Dates the Zodiac Killer" (temporada 1, episódio 9) O filme de 2019 O Melhor dos Inimigos.